# Sonia Lniany
Sonia Lniany (ur. 8 lutego 1994) – polska judoczka i zawodniczka jiu-jitsu i trenerka judo.
Zawodniczka GKS Czarni Bytom (od 2007) w judo oraz BJJ Factory Gliwice w jiu-jitsu. Mistrzyni Polski seniorek 2017 w kategorii do 63 kg w judo. Ponadto m.in. młodzieżowa mistrzyni Polski 2016 w judo oraz mistrzyni Polski seniorek 2016 w kategorii do 62 kg w jiu-jitsu. Trenerka judo w klubie BJJ Factory Gliwice.